# Petit lac Manicouagan
Petit lac Manicouagan är en sjö i Kanada.   Den ligger i provinsen Québec, i den östra delen av landet, 900 km nordost om huvudstaden Ottawa. Petit lac Manicouagan ligger 503 meter över havet. Arean är 222 kvadratkilometer. Den sträcker sig 39,8 kilometer i nord-sydlig riktning, och 23,3 kilometer i öst-västlig riktning.
Trakten runt Petit lac Manicouagan är nära nog obefolkad, med mindre än två invånare per kvadratkilometer.